# Wildenkogel
Le Wildenkogel est une montagne qui s’élève à 3 021 m d’altitude dans les Hohe Tauern, en Autriche.